# Paulo Antônio de Paranaguá

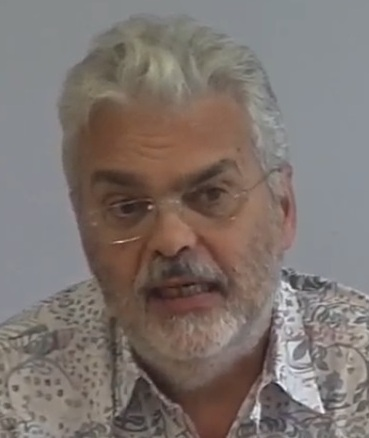
Paulo Antônio de Paranaguá, 2019

Paulo Antônio de Paranaguá (* 1948 in Rio de Janeiro) ist ein brasilianischer Filmwissenschaftler, surrealistischer Filmemacher und Journalist.

## Leben
Paulo Antônio de Paranaguá ist der Sohn von Glorinha Paranaguá (* in Rio de Janeiro), einer Accessoiredesignerin aus Ipanema und Paulo Henrique de Paranaguá. Paulo Antônio de Paranaguá war mit Maria Regina Pilla verheiratet.
Paulo António de Paranaguá gehört seit 1967 mit Sérgio Lima und Leila Lima zur surrealistischen Filmemacherbewegung. 1975 floh Paulo Antônio de Paranaguá mit seiner Frau vor dem Folterregime in Brasilien nach Buenos Aires in Argentinien, wo Isabel Martínez de Perón regierte. Von Mai 1975 bis Januar 1976 wurden Maria Regina Pilla Paranagua und Paulo Antonio de Paranaguá im Rahmen der Operation Condor von Geheimdiensten entführt. Sein Vater bat Edward Kennedy um Unterstützung, während seine Mutter João Havelange um Hilfe bat. In der Biografie von Ernesto Carneiro Rodrigues Jogo duro: a história de João Havelange von 2007 wird beschrieben, wie Havelange von Jorge Rafael Videla an Roberto Eduardo Viola weiter empfohlen wurde und dass Robert Mitterrand, ein Freund von Paulo Henrique de Paranaguá, zum Wiederauftauchen von Paulo Antônio de Paranaguá beigetragen habe.

## Veröffentlichungen
- Mexican Cinema, Consejo Nacional para la Cultura y las Artes (Mexico), British Film Institute  and IMCINE, 1995.
- Cinéma brésilien 1970 - 1980 Paranaguá, Paulo Antonio. - Locarno : Festival Internat. du Film, 1983
- O‰ cinema na América Latina: 1985
- El. Luis Buñuel: estudio crítico. Barcelona 2001
- Tradición y modernidad en el cine de América Latina, 2003
- mit José Carlos Avellar, Cine documental en América Latina, 2003
- Herausgeber von Cinema cubain. Paris: Centre Georges Pompidou, 1990.